# Lawigvers
Lawgivers, anteriormente llamada Law of Civilización es un juego de simulación política por turnos desarrollado por SomniumSoft. Se anunció en noviembre de 2018 y se lanzó en 11 de octubre de 2019.
El jugador toma el control de un partido para presentarse a las elecciones y obtener la mayor cantidad de escaños posibles en el parlamento. Una vez dentro del pleno, los partidos compiten para aprobar o derogar leyes y satisfacer a sus partidarios. Cada ley tiene un efecto sobre la felicidad del país, así como sobre otros factores como la seguridad, el medio ambiente y la atención médica. El «dinero negro» juega un gran papel, ya que puede usarse para cualquier actividad ilegal o inmoral, como corrupción o asesinatos. Las reglas del juego escritas en la constitución también son editables. 